# Сивохіп Іван Федорович
Іван Федорович Сивохіп (25 лютого 1907, село Добрівляни, Австро-Угорщина, тепер Дрогобицького району Львівської області — серпень 1991, місто Дрогобич Львівської області) —  український радянський партійний діяч, голова Самбірського міськвиконкому Львівської області. Депутат Дрогобицької обласної ради 2—3-го скликань.

## Біографія
Народився у багатодітній селянській родині. Закінчив три класи початкової школи, навчався у Самбірській гімназії. У 1927 році закінчив Дрогобицьку гімназію.
У 1923 році став членом Комуністичної спілки молоді Західної України (КСМЗУ), очолив комсомольську організацію села Добрівлян Дрогобицького повіту. У 1924 році обирався секретарем підпільної комсомольської організації учнів Дрогобицької гімназії, секретарем Дрогобицького окружного комітету Комуністичної спілки молоді Західної України (КСМЗУ). Також очолював партійну комуністичну організацію Лішнянського передмістя міста Дрогобича.
Член Комуністичної партії Західної України (КПЗУ) з 1926 року (за іншими даними — з 1927 року).
У 1927 році, після складання матури (випускних гімназійних екзаменів), був заарештований польською поліцією і за належність до комуністичного підпілля засуджений на 5 років ув'язнення.
Після виходу із в'язниці у кінці 1932 року — член бюро Дрогобицького окружного комітету КПЗУ. У червні 1933 — квітні 1934 р. — секретар Тернопільського окружного комітету КПЗУ, секретар Дрогобицького окружного комітету КПЗУ. У квітні — листопаді 1934 р. — секретар Львівського підміського окружного комітету КПЗУ, завідувач сільськогосподарського відділу ЦК КПЗУ.
У листопаді 1934 року знову заарештований польською владою і засуджений на 9 років ув'язнення. Відбував ув'язнення у місті Ломжі та у Равіцькій тюрмі в Центральній Польщі. Вийшов із в'язниці у вересні 1939 року і повернувся до міста Дрогобича.
У вересні 1939—1940 роках — заступник завідувача земельного відділу при Тимчасовому управлінні міста Дрогобича. Обирався 22 жовтня 1939 року депутатом Народних Зборів Західної України по окрузі № 147 (села Грушів і Добрівляни Дрогобицького повіту).
У 1940 — червні 1941 року — завідувач відділу обласного комітету професійних спілок робітників нафтової промисловості Львівської та Дрогобицької областей, інструктор ЦК профспілки робітників нафтової промисловості Центра і Півдня.
Учасник німецько-радянської війни. У червні 1941 — квітні 1942 року — у лавах Червоної армії. Потім працював на заводах Уралу, на будівництві у Молотовській області РРФСР. У 1946 році повернувся до Дрогобича. У 1946—1947 роках — інструктор виконавчого комітету Дрогобицької обласної ради депутатів трудящих.
Член ВКП(б) з 1947 року.
У 1947—1955? роках — голова виконавчого комітету Самбірської міської ради депутатів трудящих Дрогобицької області. Потім працював заступником голови Дрогобицької обласної промислової ради.
У листопаді 1955 — травні 1959 року — завідувач загального відділу виконавчого комітету Дрогобицької обласної ради депутатів трудящих.
У 1959—1962 роках — голова комітету профспілки Стебницького калійного комбінату Львівської області. Працював на Дрогобицькому долотному заводі.
Потім — персональний пенсіонер у місті Дрогобичі Львівської області. Помер на початку серпня 1991 року в місті Дрогобичі.

## Нагороди
- орден «Знак Пошани»
- медаль «За доблесну працю у Великій Вітчизняній війні 1941—1945 рр.»
- дві Почесні грамоти Президії Верховної Ради Української РСР (6.11.1964, 4.10.1986)
- медалі